# کنسوکه فوکودا
کنسوکه فوکودا (انگلیسی: Kensuke Fukuda؛ زادهٔ ۲۴ ژوئیهٔ ۱۹۸۴) بازیکن فوتبال اهل ژاپن است.
از باشگاه‌هایی که در آن بازی کرده‌است می‌توان به باشگاه فوتبال توکیو وردی اشاره کرد.